# 田丸仁
田丸 仁（たまる ひとし、 1926年10月14日 - 1993年2月2日）は、神奈川県川崎市出身の元野球選手（内野手）・コーチ・監督。

## 来歴・人物
旧制立正中から法政大学に進学するも、アキレス腱断裂の重傷を負ったため選手を断念。
卒業後は法政二高の監督に就任し、バントとヒットエンドランを多用する戦術で1960年の甲子園大会、1961年の選抜大会を連覇。1961年に母校・法大の監督となった。1964年退任。同年12月22日に東京オリオンズへの入団と同球団の二軍監督への就任が発表された。
本堂保次監督の代理として指揮を執っていた濃人渉の後任に、当初鶴岡一人を招聘しようとしたのが頓挫したことから、1966年の1シーズンだけ一軍の監督を務めた。田丸の1966年オリオンズ監督就任は、2023年現在、プロ選手の経験がない人物がプロ野球の一軍監督に初任として起用された最後の例である。
その後も二軍コーチ（1967年, 1973年, 1975年）、二軍監督（1974年）・チームスタッフ・スカウト等で東京～ロッテに残留し、退団後の1977年に阪神タイガースへスカウトとして移籍。木戸克彦・池田親興・猪俣隆・葛西稔ら多くの優れた選手を発掘し、法政大学ラインを作り上げた。
野球理論にも優れており、落合博満の打撃理論に多大な影響を与えた。
1993年2月2日死去。享年66。

## 詳細情報

### 年度別監督成績
| 年度   | チーム | 背番号 | 順位 | 試合 | 勝利 | 敗戦 | 引分 | 勝率 | ゲーム差 | チーム 本塁打 | チーム 打率 | チーム 防御率 | 年齢 |
| ------ | ------ | ------ | ---- | ---- | ---- | ---- | ---- | ---- | -------- | ------------- | ----------- | ------------- | ---- |
| 1966年 | 東京   | 30     | 4位  | 134  | 61   | 69   | 4    | .469 | 18.0     | 112           | .240        | 2.93          | 40歳 |

### 通算監督成績
- 134試合 61勝 69敗 4分 勝率.469

### 背番号
- 64 （1965年）
- 30 （1966年）
- 56 （1967年）
- 88 （1973年 - 1975年途中）
- 90 （1975年途中 - 同年終了）